# Darlingerode

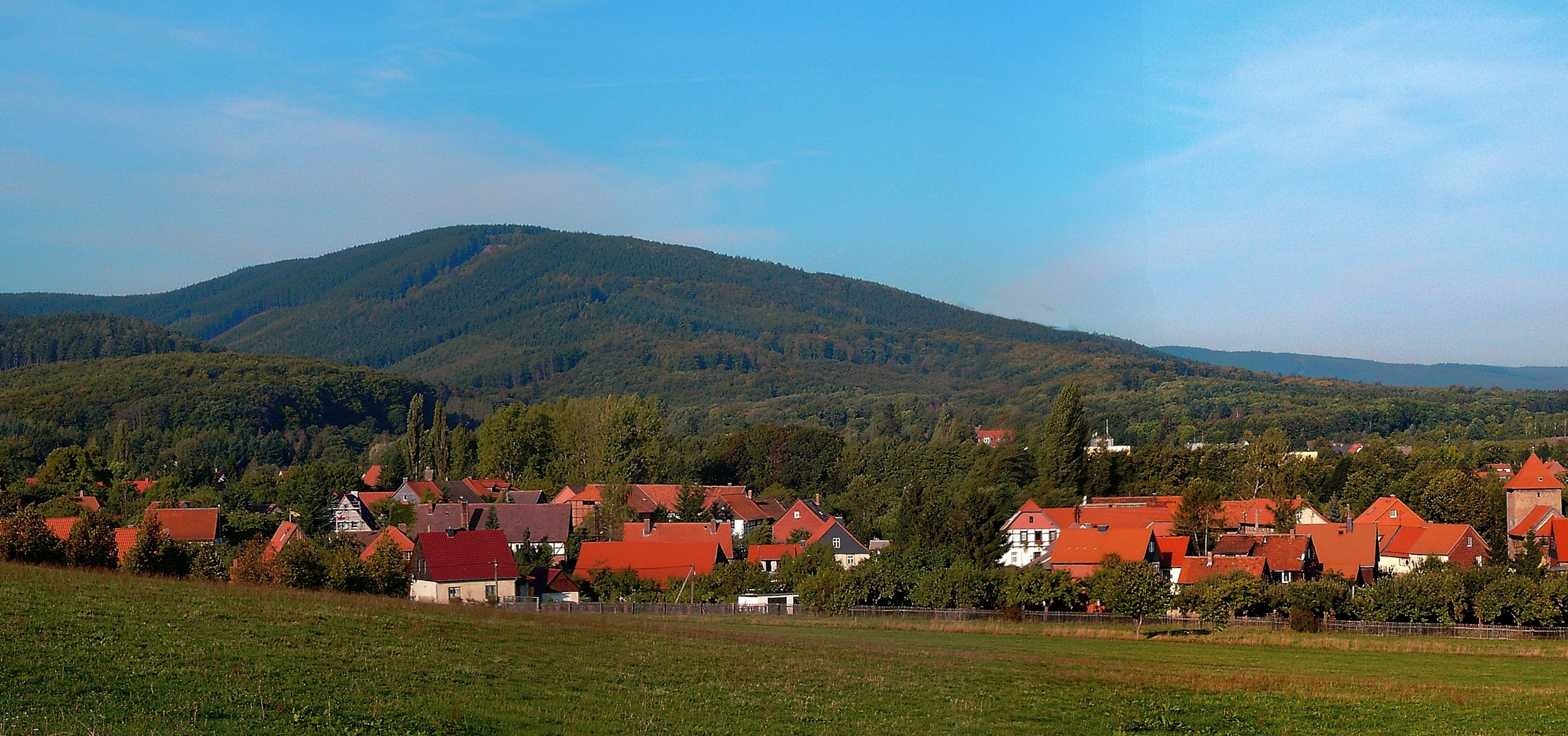
Darlingerode

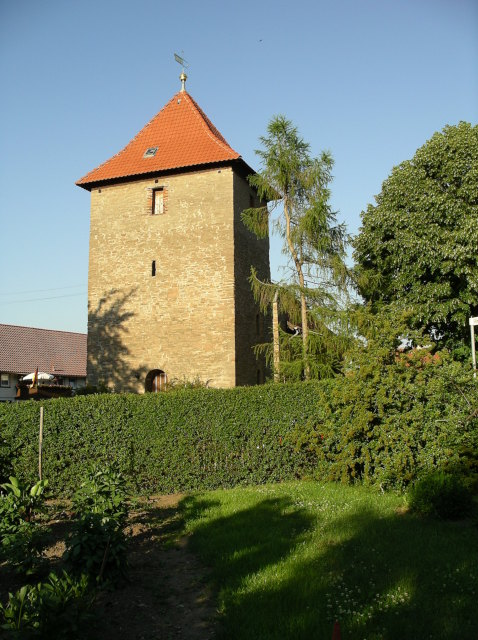
Toren van de Laurentiuskerk

Darlingerode is een ortsteil van de Duitse stad Ilsenburg (Harz) in de deelstaat Saksen-Anhalt. Kläden was tot 6 maart 2009 een zelfstandige gemeente in de Landkreis Harz.

## Sport en recreatie
Deze plaats is gelegen aan de Europese wandelroute E11, die loopt van Den Haag naar het oosten, op dit moment tot de grens Polen/Litouwen. ter plaatse komt de route vanaf het westen uit Ilsenburg, en vervolgt oostwaarts naar Wernigerode